# Miodio
Miodio ([mjoˈdiːo]) — гурт, до складу якого входять троє італійських та двоє санмаринських музикантів. Вони представляли Сан-Марино на Пісенному конкурсі Євробачення 2008 з піснею «Complice». Це був перший виступ Сан-Марино на конкурсі. Гурт посів останнє, 19-те місце, у півфіналі.

## Історія
Miodio було засновано взимку 2002 року, і гурт випустив мініальбом із п'яти композицій. Цей альбом було спродюсовано лейблом «Acanto» продюсера та композитора Андреа Феллі. У 2007 році вони уклали ексклюзивний контракт із лейблом Opera Prima та випустили свій перший сингл «It's Ok», який звучав більш ніж на сотні національних радіостанцій. Пісня також увійшла до саундтреку фільму «Il Soffio dell'Anima» та доступна в iTunes Store.
Гурт було обрано внутрішнім журі після відкритого запрошення учасників для представлення Сан-Марино.
Miodio стали переможцями 17-го видання San Marino Festival, а також лауреатами премій «Viva Music» і «Best Original Song» на Фестивалі мистецтв у Болоньї 2006 року. Вони також представляли Сан-Марино на 12-му Бієнале молодих митців Європи в Неаполі, де презентували 30-хвилинний фільм, змонтований і продюсований ними, який було високо оцінено міжнародним журі.
Гурт планував записати свій перший повноформатний альбом із одинадцяти треків влітку 2008 року, але цей реліз так і не відбувся.
У 2009 році Miodio випустили сингл «Evoluzione Genetica», який виконався на Wind Music Awards 2009.
Наприкінці 2009 року гурт узяв участь в оновленій секції новачків Festival della canzone italiana 2010 з новим синглом «Perdo contatto» (англ. «I lose contact»).
У 2020 році вони створили супергурт San Marino United Artists разом із Валентина Монетта, Аніта Сімончіні, MC Irol та іншими.

### Пісенний конкурс Євробачення 2008
У 2008 році було оголошено, що Miodio стануть першими учасниками від Сан-Марино на Пісенному конкурсі Євробачення 2008 у Белграді з піснею «Complice», яку написали учасники гурту Франческо Санчісі та Нікола Делла Вальє. Вони виступили в першому півфіналі проти 18 інших країн, але набрали лише 5 балів і посіли 19-те, останнє місце. Після Євробачення Miodio також взяли участь у Golden Stag Festival у Румунії та конкурсі Pjesma Mediterana в Чорногорії. Влітку вони також вирушили в тур Італією, Сан-Марино та Молдовою.

## Учасники
- Nicola Della Valle — вокал
- Paolo Macina — гітари
- Andrea Marco Pollice — бас та програмування
- Francesco «Sancho» Sancisi — клавішні та програмування
- Alessandro Gobbi — барабани

## Пісні Miodio
- Complice
- Idea
- It's Ok
- Neve Nera
- Credo
- Evoluzione Genetica